# 慶良間空港

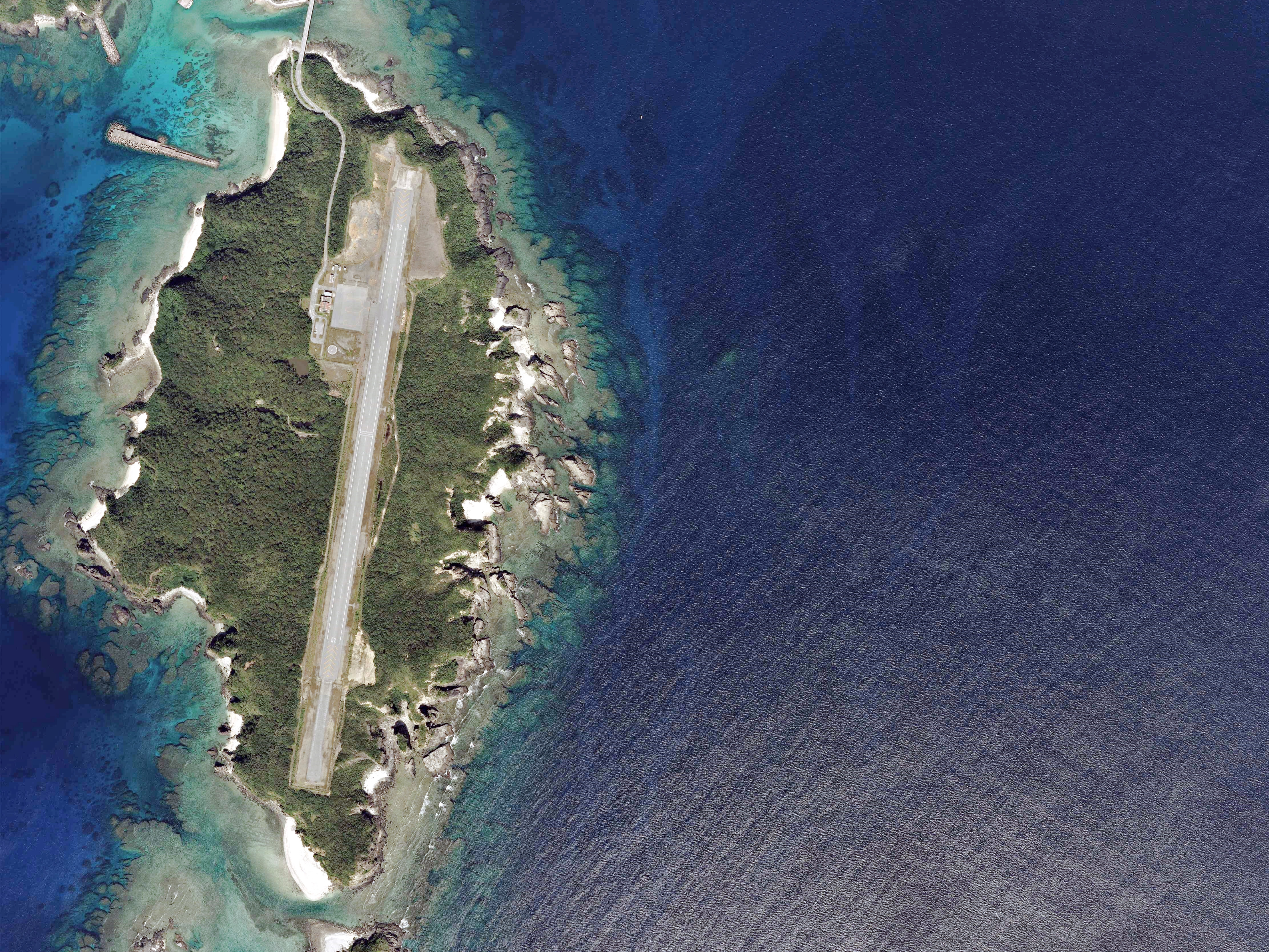
慶良間空港の空中写真（2020年）

慶良間空港（けらまくうこう、英: Kerama Airport）は、沖縄県島尻郡座間味村の外地島（ふかじしま）にある地方管理空港である。

## 概要と歴史
慶留間橋の架橋により地続きとなっている慶良間諸島の無人島、外地島の東側に所在する。固定翼機による定期便は無いが、エクセル航空によるチャーターヘリの受け入れや、救急患者移送などの必要性から職員を配置し稼動している。
1982年（昭和57年）2月10日に民間企業の公共施設地図航空が設置・管理する非公共用飛行場としての設置許可および開発許可を受け、同年3月に第1期工事に着手。同年7月15日に慶良間飛行場として供用が開始され、民間航空により運航が開始された。1983年（昭和58年）4月には不定期2地点間旅客輸送（那覇 - 慶良間間）の実施承認を受け、実質的には定期的な航空路を持つ飛行場となったが、運航会社の親会社（豊田商事）の倒産などにより1986年（昭和61年）に運航が停止されることとなった。
この時、座間味村などが運航を再開すべく各方面に働きかけた結果、琉球エアーコミューター (RAC) が設立され、同社は1986年（昭和61年）1月28日に慶良間飛行場の設置管理者の地位継承の許可を受けて、1987年（昭和62年）2月17日に那覇 - 慶良間間の運航を再開した。沖縄県では、離島の民生安定と地域振興に寄与するため、1992年（平成4年）4月1日に設置管理者の地位を継承。11月17日に沖縄県を設置者とする公共用飛行場としての設置許可を受け、11月26日に第三種空港の指定を受けて、1994年（平成6年）11月10日に供用開始した。
2006年（平成18年）3月を以って琉球エアーコミューターが撤退すると、同年7月1日からエアードルフィンが不定期便を就航させたが、チャーター便への変更後に同社の事業停止に伴い運休となった。
エアードルフィンの撤退以降、しばらく定期便は就航していなかったが、2013年（平成25年）9月より同年10月までの期間限定で第一航空が週3往復就航していた。

## 就航路線
- なし

## ギャラリー

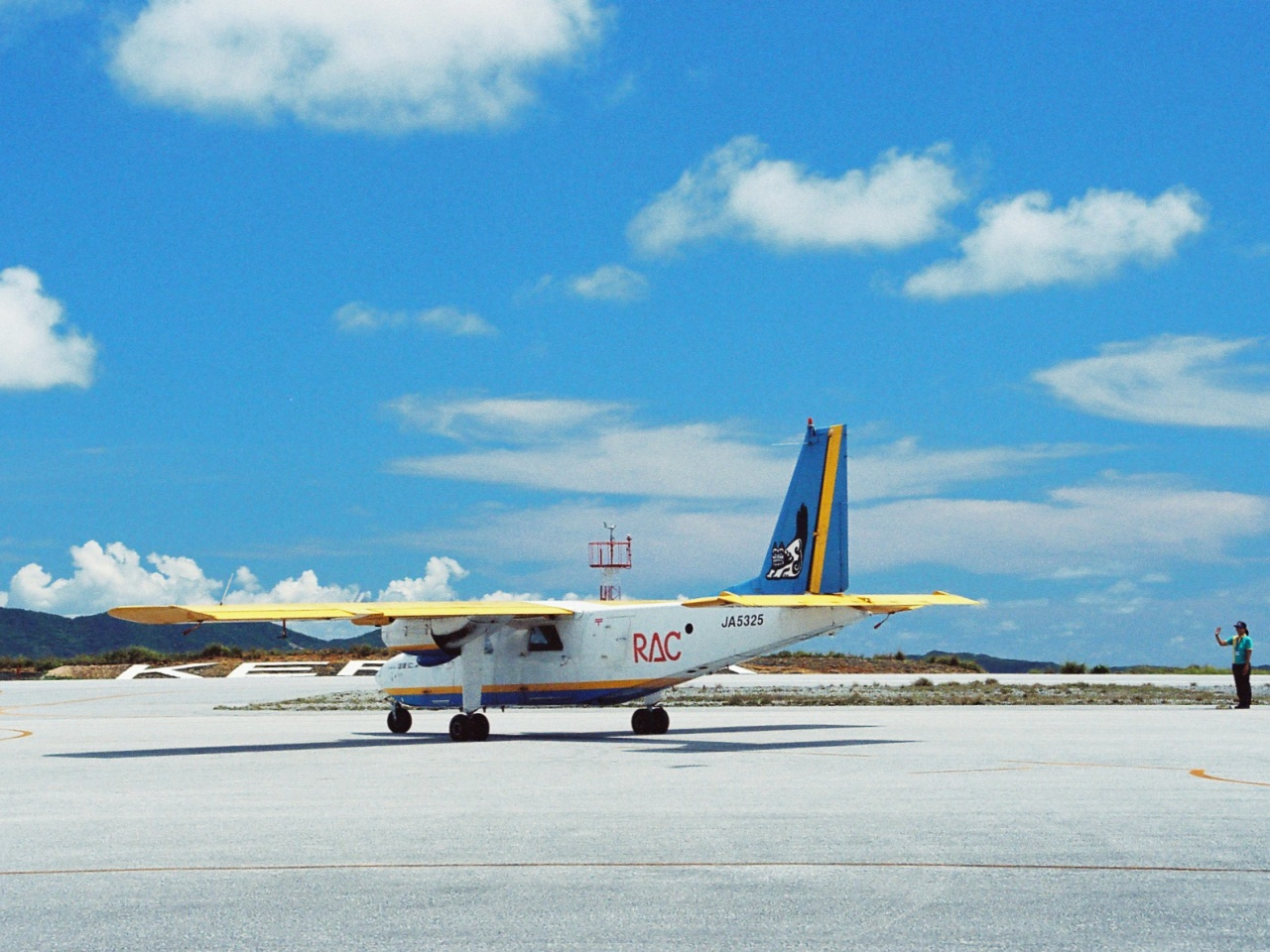
タキシング中のRAC機（2005年9月撮影）
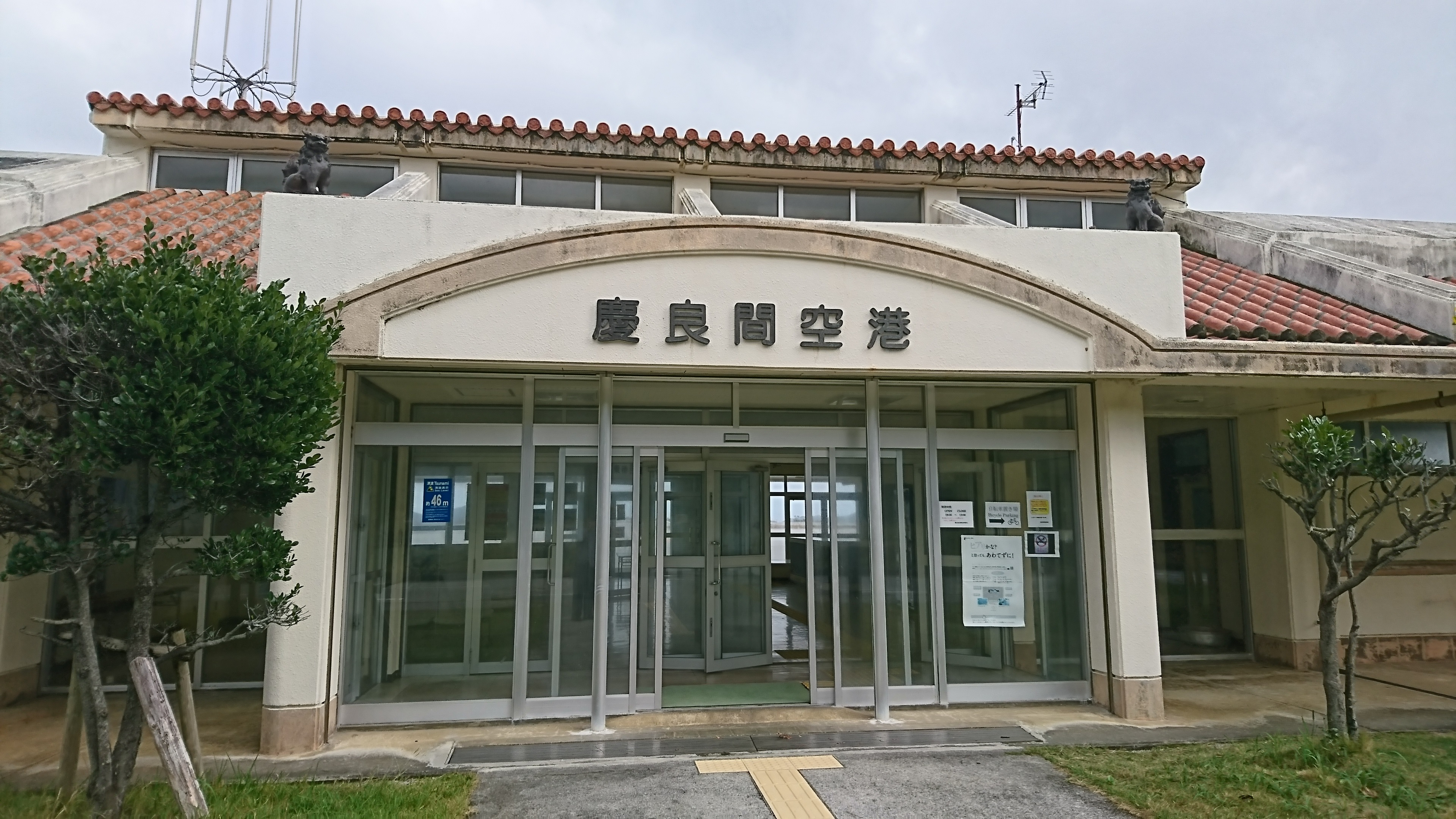
空港入り口（2019年）
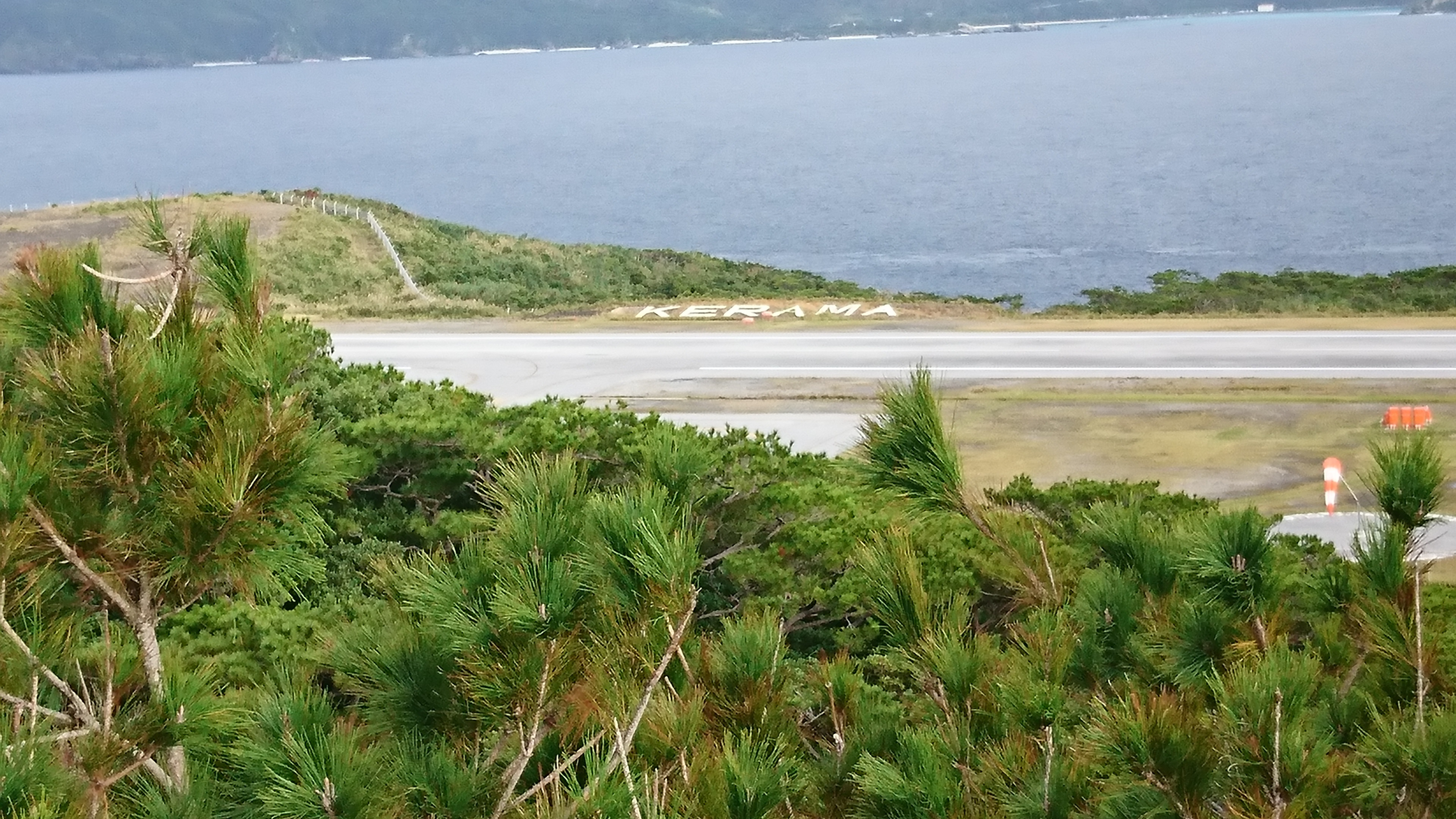
滑走路遠望（2019年）
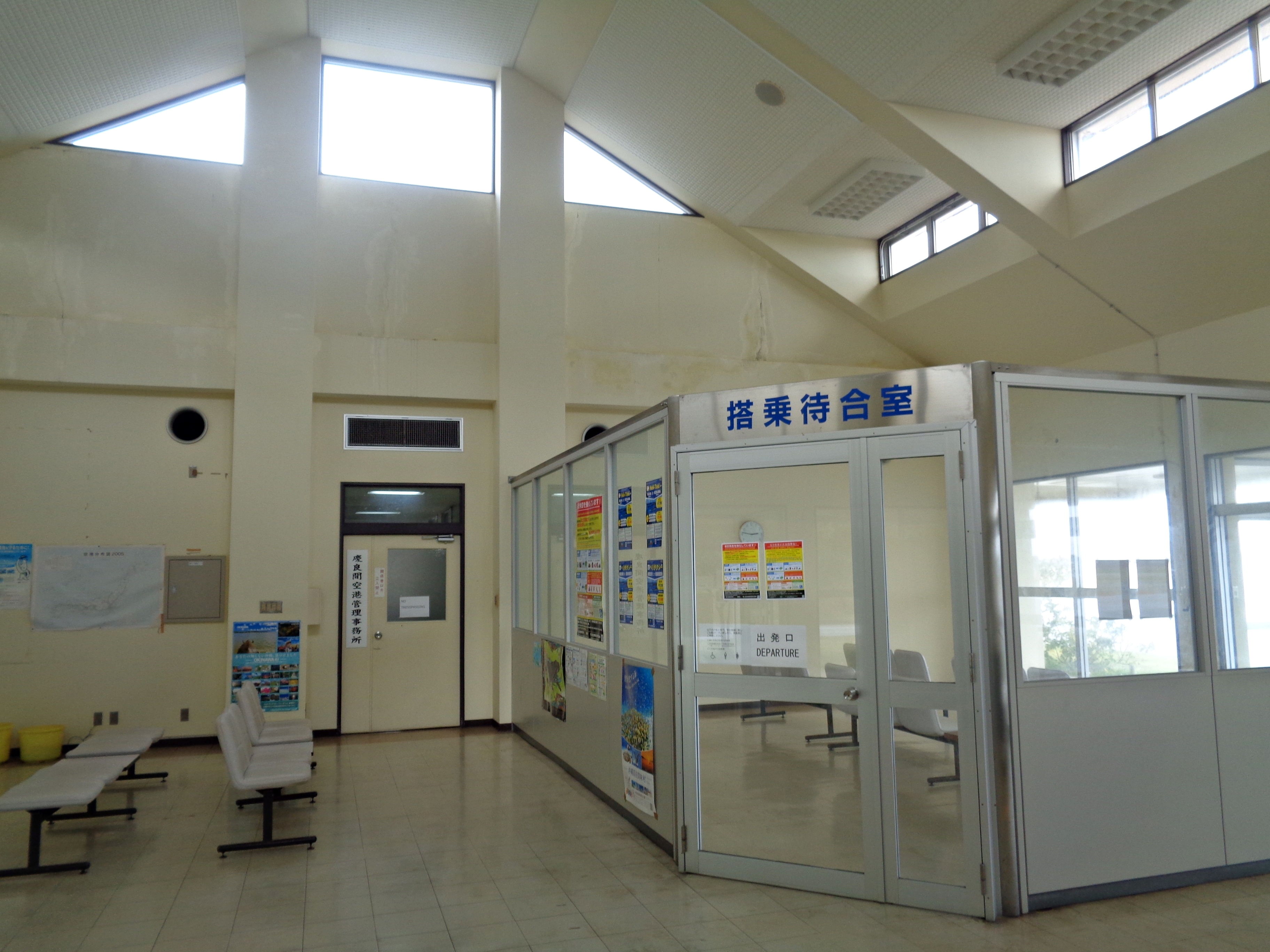
空港ターミナル内部

## その他
かつては空港のある外地島とそれぞれ橋で繋がった慶留間島を経由して阿嘉島までの送迎バスと、阿嘉島から座間味島や渡嘉敷島へ渡る連絡船があったが廃止となった。